# Ёкканъёган (приток Котыгъёгана)
Ёкканъёган (Ёхканъёган, устар. Еккан-Еган) — река в России, Ханты-Мансийский автономный округ — Югра, протекает в Нижневартовском районе. Исток берёт из озера Ёкканъёган-Эмтор. Длина реки составляет 33 км. Устье находится в 30 км от устья реки Котыгъёган по правому берегу.

## Данные водного реестра
По данным государственного водного реестра России относится к Верхнеобскому бассейновому округу, водохозяйственный участок реки — Вах, речной подбассейн реки — бассейн притоков (Верхней) Оби от Васюгана до Ваха. Речной бассейн реки — (Верхняя) Обь до впадения Иртыша.